# 대한숙박업중앙회
대한숙박업중앙회(大韓宿泊業中央會)은 숙박업을 운영하는 대한민국의 보건복지부 산하 사단법인이다. 소재지는 서울특별시 영등포구 영신로 27 경오빌딩 4층에 위치하고 있다.

## 역사
- 1945년 8월 15일 이전 - 한국인과 일본인이 별도로 여관조합을 설립 운영
- 1945년 8월 15일 이후 - 위 양립조합이 폐지되고, 단일 숙박조합으로 설립 운영
- 1953년 5월 6일 - 민법 32조에 의거하여, 사단법인 한국숙박업조합중앙회로 설립 운영
- 1961년 5월 20일 - 5.16 군사 정변으로 인해 사단법인 한국위생협회로 발족
- 1966년 4월 22일 - 보건사회부장관 허가 지시로 대한숙박업중앙회로 법인 설립인가
- 1980년 12월 13일 - 보건사회부 장관 지시로 목욕업 분리 법인 허가
- 1983년 2월 15일 - 보건사회부 사단법인 대한숙업중앙회 대표자 명의변경 동시 장관 개정, 운영

## 조직
- 중앙회장
  - 이사회
  - 감사
  - 사무처
  - 분과위원회
    - 운영위원회
    - 조직관리위원회
    - 장관(규정)개정상의위원회
    - 분쟁조정위원회
    - 징계위원회
    - 선거관리위원회

## 지회
- 서울 22개 지회
- 광역시 5개 지회
- 도 12개 지회
- 직할 8개 지회
  - 지부 131개(시/군/구)

## 같이 보기
- 여관
- 숙박